# Difendo il mio amore (film 1956)
Difendo il mio amore è un film del 1956 diretto da Giulio Macchi.

## Trama
Un giornalista a caccia di scandali recupera articoli legati a vecchi fatti di cronaca, il redattore finisce per riaccendere le attenzioni sul caso di Elena (Martine Carol) accusata in passato di aver commesso un delitto a sfondo passionale. La pubblicazione dell'articolo nel giornale "Ultim'ora" porta problemi al marito (Gabriele Ferzetti) e alla moglie. La moglie era stata in passato la segretaria dell'accusato e si ritiene ne sia stata l'amante che l'abbia spinto a commettere un omicidio, da questa relazione era nata una figlia Angela, che si trova in collegio a Milano e che sarebbe nata prima che Elena conoscesse e si sposasse con Pietro, il marito attuale.  Appena viene pubblicato questo articolo la piccola viene allontana dalla compagne di gioco e dalle maestre del collegio. La donna nega di aver avuto alcun rapporto con un quest'uomo, dichiara davanti all'avvocato che lei era solo una segretaria, e che Angela era la figlia di un altro uomo che era morto durante la guerra. Il marito cerca di difendere la moglie da tutte le accuse e per scovare la verità decide di andare a parlare con la madre del presunto amante, che accusava sua moglie, e con i giornalisti del giornale "Ultim'ora". Quando arriva in redazione conosce il testimone che dichiara di aver visto Elena assieme all'uomo accusato di omicidio. Pietro torna a casa. Poco dopo si scopre che il testimone aveva dichiarato il falso, era stato costretto a fare quella dichiarazione dal giornalista che voleva a tutti i costi pubblicare uno scandalo. Elena nel frattempo era andata prendere Angela in collegio e l'aveva portata a casa. Pietro si allontana dalla famiglia. Angela decide di seguirlo ma per scappare dai giornalisti che volevano fotografarla si trova in mezzo alla strada e viene investita da un camion. Alla fine Elena e Pietro si ritrovano al suo capezzale e si riappacificano. 